# Parafia św. Melchiora Grodzieckiego w Częstochowie
Parafia Świętego Melchiora Grodzieckiego w Częstochowie – rzymskokatolicka parafia, położona w dekanacie Częstochowa – św. Józefa, archidiecezji częstochowskiej w Polsce, erygowana w 1998.